# Nightingale Corona
Nightingale Corona is een corona op de planeet Venus. Nightingale Corona werd in 1985 genoemd naar de Britse verpleegkundige Florence Nightingale (1820-1910).
De corona heeft een diameter van 471 kilometer en bevindt zich in het quadrangle Atalanta Planitia (V-4).